# Stretto di Nevel'skoj
Lo stretto di Nevel'skoj (russo пролив Невельского, proliv Nevel'skogo) è un braccio di mare situato nell'Estremo Oriente russo che collega lo stretto dei Tartari all liman dell'Amur, mettendo in comunicazione il mare di Ochotsk (a nord) con il mare del Giappone (a sud). Lo stretto prende il nome dall'esploratore Gennadij Ivanovič Nevel'skoj. 
Lo stretto di Nevel'skoj si trova tra l'isola di Sachalin (ad oriente) e la costa orientale del Nikolaevskij rajon (territorio di Chabarovsk).
Lo stretto è lungo 56 km e largo 7,3 km, la profondità è di 7,2 m.
A capo Lazarev (мыс Лазарева), sul lato continentale, si trova l'omonimo insediamento di Lazarev, ed è il punto più vicino all'isola di Sachalin.